# Hypsalonia rentzi
Hypsalonia rentzi is een rechtvleugelig insect uit de familie veldsprinkhanen (Acrididae). De wetenschappelijke naam van deze soort is voor het eerst geldig gepubliceerd in 1961 door Gurney & Eades.